# I cani fantasma
I cani fantasma (The Barking Ghost) è il trentaduesimo numero della serie horror per ragazzi Piccoli brividi, scritta da R. L. Stine.

## Trama
Il dodicenne Cooper si è appena trasferito con la sua famiglia nel Maine, in una vecchia casa situata nel folto del bosco. Cooper è un ragazzino piuttosto pauroso, va in panico davvero per un nonnulla e suo fratello Mickey questo lo sa bene, non per niente il suo passatempo preferito è giocargli brutti scherzi facendolo spaventare a morte. Questa sua paura cronica non lo aiuterà per niente quando inizierà a vedere un'aggressiva coppia di labrador neri girare intorno a casa sua e poi addirittura dentro casa sua! I cani iniziano a perseguitare Cooper, lo inseguono nel bosco, intorno a casa e addirittura durante la notte li trova in salotto e poi la mattina in cucina. Nessuno, a parte Cooper, si accorge della presenza della coppia di cani che continua a gironzolare intorno a casa e quindi, quando Cooper racconta tutto ai suoi genitori e a suo fratello, nessuno gli crede, tutti pensano che abbia lavorato di fantasia per via delle sue paure e poi, in un secondo momento, i suoi genitori si convincono che Cooper abbia inventato la storia dei cani perché non riesce ad accettare il trasloco. Perché quella coppia di cani continua a perseguitare Cooper? Perché solo lui sembra vederli? Sta forse impazzendo? È solo quando conoscerà la coetanea vicina di casa Fergie che, finalmente, troverà una risposta alle sue domande, ovvero che i due cani sono due ragazzi che a causa di una maledizione furono trasformati in cani fantasma e da secoli cercano di catturare due ragazzi per scambiare i propri corpi. Trasformati così in cani Cooper e Fergie mandano i loro falsi loro nello stesso posto per scambiare i corpi, ma entrano dentro anche due scoiattoli... alla fine Cooper e Fergie si ritrovano nel corpo di due scoiattoli.

## Episodio TV
Nel 1997 è stata realizzata una trasposizione televisiva di questo libro.

Nell'episodio TV alla fine non sono Cooper e Fergie a diventare due scoiattoli ma è Mickey

## Edizioni
- R. L. Stine, Un mostro in vacanza, traduzione di Cristina Scalabrini, collana Piccoli brividi, Arnoldo Mondadori Editore, 1997,  p. 158, ISBN 88-04-43353-1.